# Adalbero von Reims

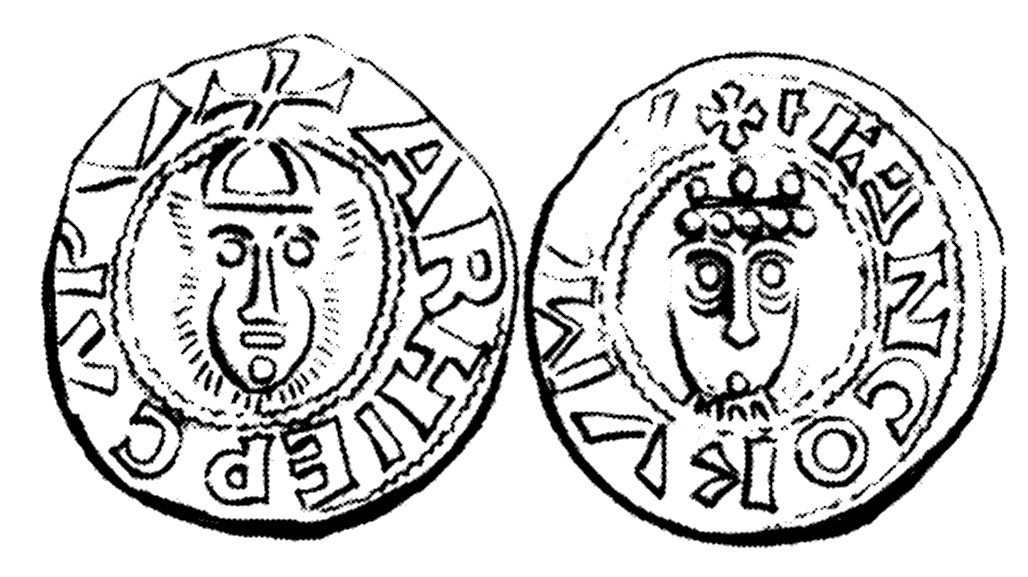
Denier des Adalbero von Reims

Adalbero von Reims († 23. Januar 989) aus der Familie der Wigeriche war von 969 bis zu seinem Tod Erzbischof von Reims.
Er war ein Sohn des Grafen Gozelo im Bidgau und Methingau, und der Uda von Metz, folglich ein Bruder des Grafen Gottfried, gen. der Gefangene, von Verdun, väterlicherseits ein Neffe des Bischofs Adalbero I. von Metz, mütterlicherseits ein Neffe des Erzbischofs Wichfrid von Köln.
Als loyaler Gefolgsmann Kaiser Ottos I. wurde er 969 Erzbischof von Reims und Erzkanzler. Er machte aus seiner Residenz ein intellektuelles und künstlerisches Zentrum, und schmückte seine Kathedrale mit Bronzen und Fenstern. Zu seinem Scholastiker machte er Gerbert von Aurillac.
Im Konflikt zwischen den Karolingern Lothar († 986) und Ludwig V. († 987), dem Herzog Karl von Niederlothringen, dem deutschen Kaiser Otto II. und Hugo Capet, in den er tief verwickelt war, entkam er nur knapp einem Hochverratsprozess in Compiègne, zuerst 985, dann 987 ein weiteres Mal.
Er salbte 979 Ludwig V., den letzten Karolinger, zum König von Frankreich ebenso wie am 3. Juli 987 seinen Verbündeten Hugo Capet, nach dessen Wahl, der er vorsaß, und schließlich dessen Sohn, den späteren Robert II.